# Surtees TS20
La  Surtees TS20 fu una vettura di Formula 1 che venne utilizzata dalla scuderia inglese nella  stagione 1978. Progettata da John Surtees e Ken Sears veniva spinta dal motore Ford Cosworth DFV, montato su una monoscocca di alluminio. Dotata di cambio Hewland FGA400 e pneumatici Goodyear, fu l'ultima progettata e creata dal team dell'ex campione del mondo.
Esordì nel Gran Premio di Monaco non qualificandosi, guidata da Vittorio Brambilla.
Il suo miglior risultato fu il sesto posto ottenuto da Brambilla nel GP d'Austria, unico punto iridato conquistato dalla vettura.